# Championica haenschi
Championica haenschi är en insektsart som beskrevs av Max Beier 1954. Championica haenschi ingår i släktet Championica och familjen vårtbitare. Inga underarter finns listade i Catalogue of Life.